# Blámannshattur
Blámannshattur är en bergstopp i republiken Island. Den ligger i regionen Norðurland eystra, 270 km nordost om huvudstaden Reykjavík. Toppen på Blámannshattur är 1 198 meter över havet.
Trakten runt Blámannshattur är nära nog obefolkad, med mindre än två invånare per kvadratkilometer. Närmaste större samhälle är Grenivík, nära Blámannshattur. Trakten runt Blámannshattur består i huvudsak av gräsmarker.